# 南那須地区広域行政事務組合
南那須地区広域行政事務組合（みなみなすちくこういきぎょうせいじむくみあい）は、栃木県那須烏山市、那須郡那珂川町の1市1町で構成する一部事務組合。1972年（昭和47年）4月1日に設置された。

## 概要

### 所在地

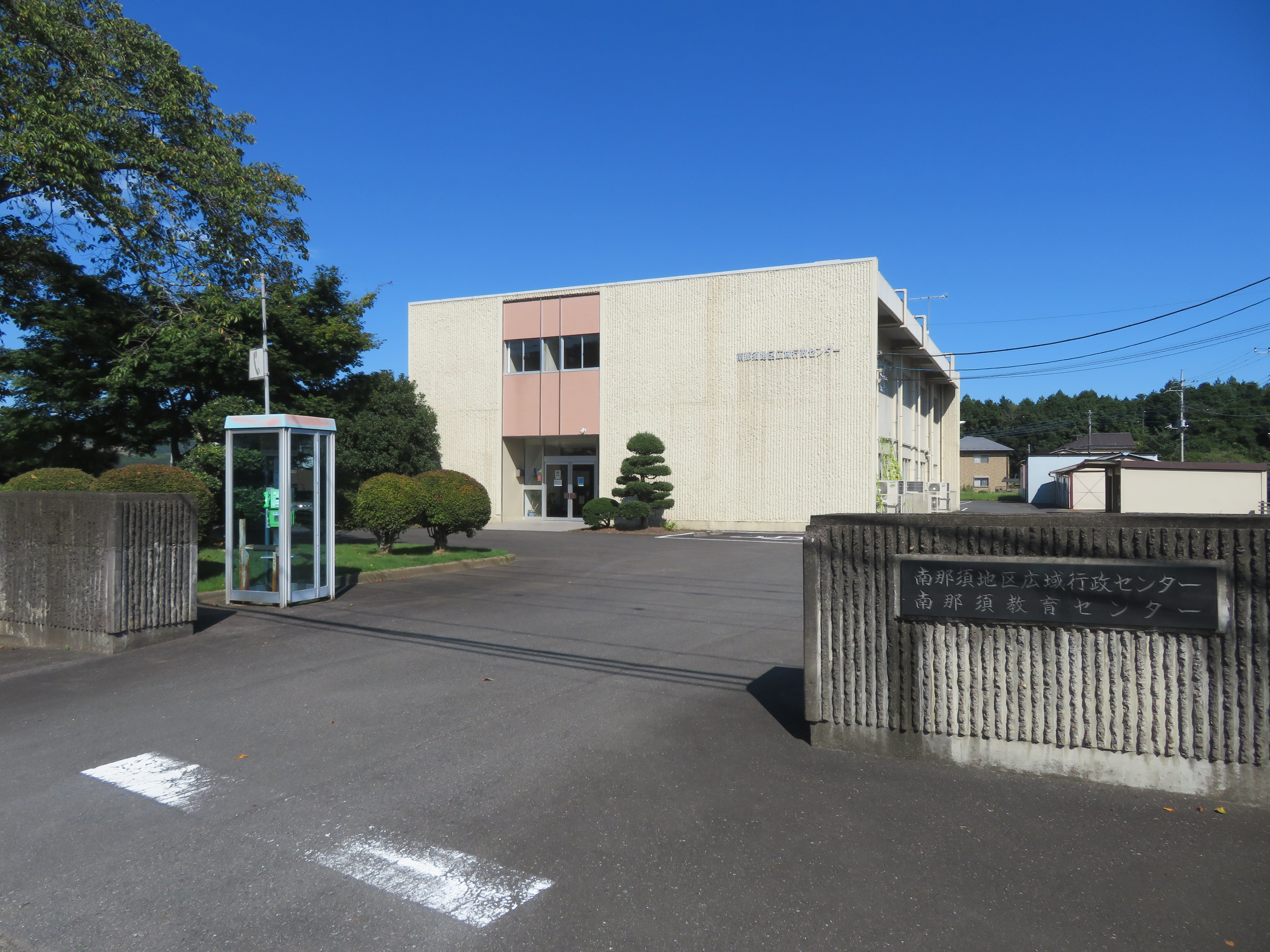
広域行政センター
〒321-0602 栃木県那須烏山市大桶872
保健衛生センター
〒321-0602 栃木県那須烏山市大桶444
那須南病院
〒321-0621 栃木県那須烏山市中央3丁目2番地13号
南那須地区斎場
〒324-0515 栃木県那須郡那珂川町片平1205
消防本部
〒321-0632 栃木県那須烏山市神長880番地1

### 共同処理事務
- 那須南病院の設置・管理運営に関する事務
- 救急医療対策事業の在宅当番医制事業、病院群輪番制病院運営事業、小児救急医療支援事業の実施に関する事務
- 液化石油ガス設備工事届の受理に関する事務
- 消防に関する事務（消防団は除く）
- 火葬場の設置・管理運営に関する事務
- し尿処理施設の設置・管理運営に関する事務
- ごみ処理施設の設置・管理運営に関する事務

### 組織
- 組合長
  - 副組合長
    - 事務局
      - 総務課
        - 総務係
        - 管財係
          - 斎場

      - 管理課
        - 企画財政係

      - 施設整備室
        - 施設整備係

      - 保健衛生センター
        - 庶務係
        - 業務係

    - 那須南病院
      - 事務部
      - 診療部
      - 看護部
      - 医療福祉相談・医療連携室

    - 消防本部
      - 那須烏山消防署
      - 那珂川消防署
- 会計管理者
  - 会計室
    - 会計係
- 組合議会
  - 議会事務局
    - 議事係
- 監査委員
  - 監査事務局
    - 書記

## 常備消防
南那須地区広域行政事務組合消防本部（みなみなすちくこういきぎょうせいじむくみあいしょうぼうほんぶ）は、栃木県那須烏山市、那須郡那珂川町の消防部局（消防本部）。

### 概要

#### 所在地
消防本部・那須烏山消防署
〒321-0632 栃木県那須烏山市神長880番地1
那珂川消防署
〒324-0613 栃木県那須郡那珂川町馬頭2337番地1

#### 管内の概要
- 管内人口 : 43,679人
  - 那須烏山市 - 26,977人
  - 那珂川町 - 16,702人

2018年（平成30年）4月現在
- 管内世帯数 : 16,670世帯
  - 那須烏山市 - 10,602世帯
  - 那珂川町 - 6,068世帯

2018年（平成30年）4月現在
- 管内面積 : 367.13 km2
  - 那須烏山市 - 174.35 km2
  - 那珂川町 - 192.78 km2

2018年（平成30年）10月1日現在

### 沿革
- 1972年（昭和47年）4月1日 - 南那須地区広域行政事務組合の発足に伴い、南那須地区広域行政事務組合消防本部が設置。
- 1991年（平成3年）2月 - 馬頭分署に救助訓練塔を設置。
- 2014年（平成26年）4月 - 烏山消防署と南那須分署を統合し、那須烏山消防署を設置。
- 2016年（平成28年）1月 - 馬頭分署と小川分署を統合し、那珂川消防署を設置。

### 組織
- 消防長
  - 本部
    - 総務課
      - 庶務係

    - 予防課
      - 予防係
      - 保安指導係

    - 警防課
      - 警防係
      - 救急係

  - 那須烏山消防署
    - 警防課
      - 警防第1係
      - 警防第2係
      - 救急第1係
      - 救急第2係
      - 予防第1係
      - 予防第2係
      - 救助第1係
      - 救助第2係

  - 那珂川消防署
    - 警防課
      - 警防第1係
      - 警防第2係
      - 救急第1係
      - 救急第2係
      - 予防第1係
      - 予防第2係